# Marcellin Berthelot
Pierre Eugène Marcellin Berthelot (Parijs, 29 oktober 1827 - aldaar, 18 maart 1907) was een Frans scheikundige en politicus.
Berthelot maakte in 1854 naam met zijn proefschrift, Sur les combinaisons de la glycerine avec les acides, dat eerder werk door Eugène Chevreul uitbouwde. In 1859 werd hij benoemd tot hoogleraar organische chemie aan de École Supérieure de Pharmacie, en in 1865 accepteerde hij de speciaal voor hem ingestelde leerstoel organische chemie aan het Collège de France. Hij verkreeg het lidmaatschap van de Académie de Médecine in 1863, en in 1873 van de Académie des Sciences waarin hij vanaf 1889 de rol van permanent secretaris op zich zou nemen (als opvolger van Louis Pasteur). Tijdens de Frans-Pruisische Oorlog bemoeide hij zich als patriot actief met de verbetering van het Franse wapentuig. Hij werd inspecteur-generaal voor hoger onderwijs in 1876, en werd verkozen tot senator in 1881. Als atheïst werd hij tussen 1886 en 1887 minister voor openbaar onderwijs in het kabinet van René Goblet, en in 1895 en 1896 was hij minister van buitenlandse zaken in het kabinet van Léon Bourgeois. In 1900 werd Berthelot verkozen tot lid van de Académie française.

## Werk
In zijn chemisch werk ontdekte hij de synthese-routes voor vele koolwaterstoffen, vetten, suikers, en bewees daarmee dat organische scheikundige verbindingen kunnen worden bereid met behulp van dezelfde scheikundige technieken als anorganische verbindingen. Tegen de notie dat van oorsprong natuurlijke stoffen synthetisch konden worden nagemaakt bestond toentertijd theologische en filosofische weerstand, omdat ze werden beschouwd als zijnde afkomstig van de (goddelijke) schepping. In zijn latere werk richtte hij zich op de wetenschapsgeschiedenis van de scheikunde: met name de alchemie, de naamgever van de moderne chemie, en de chemie van de klassieke wereld. In 1900 kreeg Berthelot de Copley Medal.
Berthelot herontdekte in 1860 het door de Britse chemicus Edmund Davy in 1836 uitgevonden ethyn, en gaf er toen de naam acetyleen aan. Acetyleen geeft bij verbranding met zuurstof zeer hoge temperaturen en wordt gebruikt voor het lassen en snijden van metalen. In die tijd was dit een zeer revolutionaire ontwikkeling bij de bewerking en verwerking van metalen.

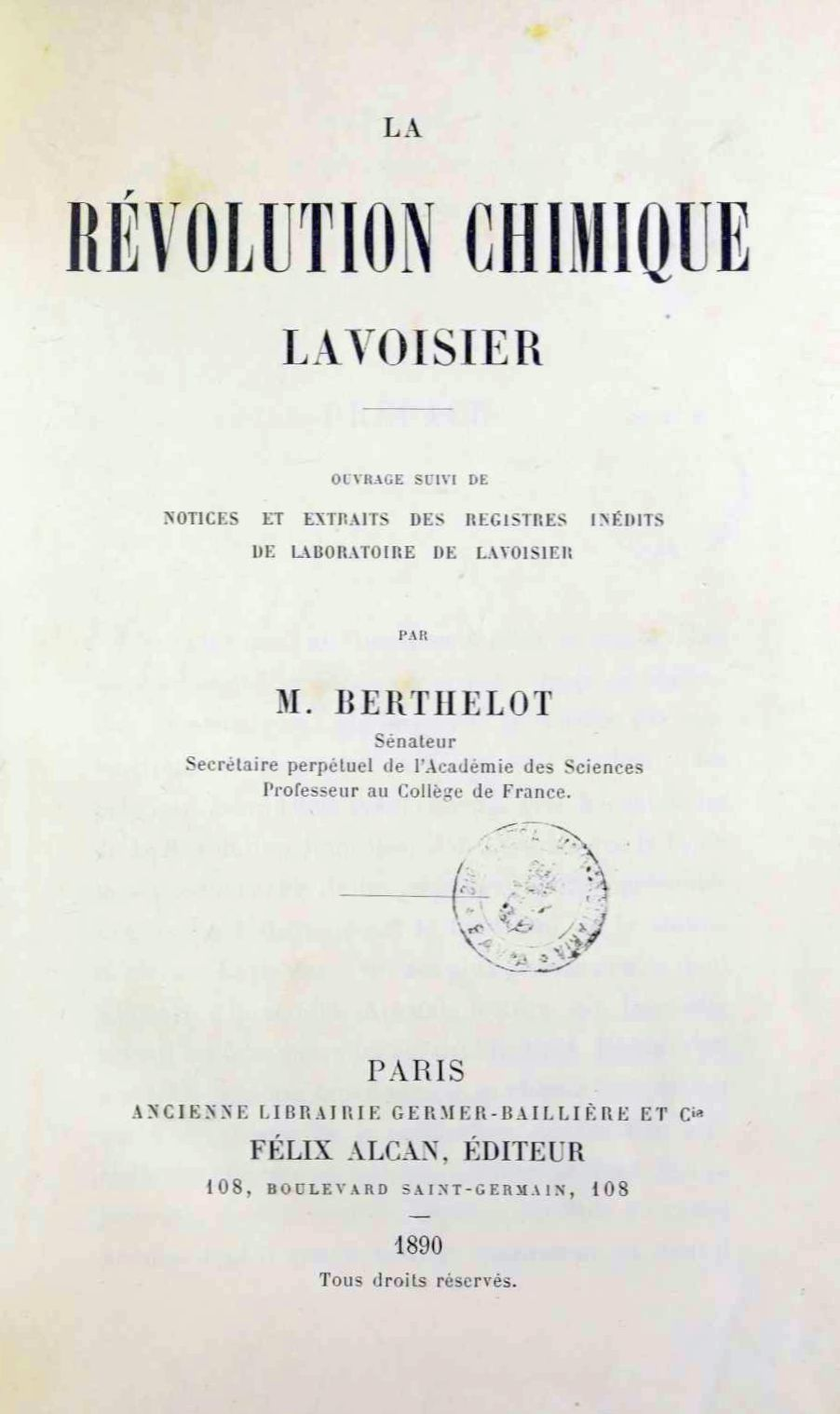
La Révolution chimique, 1890

1791: Honoré Gabriel de Riqueti, graaf van Mirabeau · Voltaire · 
1793: Louis-Michel Lepeletier de Saint-Fargeau · Auguste Marie Henri Picot de Dampierre · 
1806: François Denis Tronchet · Claude-Louis Petiet ·
1807: Jean-Baptiste-Pierre Bevière · Louis-Joseph-Charles-Amable d'Albert de Luynes · Jean-Étienne-Marie Portalis · Louis-Pierre-Pantaléon Resnier · 1808: Antoine-César de Choiseul-Praslin · Jean-Frédéric Perregaux · Jean-Pierre Firmin Malher · Pierre Jean Georges Cabanis · François Barthélemy Beguinot ·
1809: Girolamo Luigi Durazzo · Jean-Baptiste Papin · Joseph-Marie Vien · Pierre Garnier de Laboissière · Justin Bonaventure Morard de Galles · Jean-Pierre Sers · Emmanuel Crétet ·
1810: Louis Charles Vincent Le Blond de Saint-Hilaire · Jean Lannes · Giovanni Battista Caprara · Charles Pierre Claret de Fleurieu · Jean-Baptiste Treilhard ·
1811: Nicolas Marie Songis des Courbons · Charles Erskine de Kellie · Alexandre-Antoine Hureau de Sénarmont · Michel Ordener · Louis Antoine de Bougainville · Ippolito Antonio Vincenti-Mareri · 
1812: Jan Willem de Winter · Jean Marie Pierre Dorsenne · Auguste Jean-Gabriel de Caulaincourt · 
1813: Joseph-Louis Lagrange · Jean-Ignace Jacqueminot · Hyacinthe-Hughes Timoléon de Cossé-Brissac · Justin de Viry · Jean Rousseau · Frédéric Henri Walther · 
1814: Jean-Nicolas Démeunier · Jean Louis Ébenezel Reynier · Claude Ambroise Régnier · 
1815: Claude Juste Alexandre Legrand · Antoine-Jean-Marie Thévenard ·
1829: Jacques-Germain Soufflot ·
1885: Victor Hugo ·
1889: Théophile Malo Corret de La Tour d'Auvergne · Lazare Carnot · Jean-Baptiste Baudin · François Séverin Marceau ·
1894: Marie François Sadi Carnot ·
1907: Marcellin Berthelot ·
1908: Émile Zola ·
1920: Léon Gambetta ·
1924: Jean Jaurès ·
1933: Paul Painlevé ·
1948: Paul Langevin · Jean Perrin ·
1949: Félix Éboué · Victor Schoelcher ·
1952: Louis Braille ·
1964: Jean Moulin ·
1987: René Cassin ·
1988: Jean Monnet ·
1989: Henri Grégoire · Gaspard Monge · Nicolas de Condorcet ·
1995: Marie Curie · Pierre Curie ·
1996: André Malraux ·
2002: Alexandre Dumas père ·
2018: Simone Veil en haar man
- Bibsys: 90680287
- Biblioteca Nacional de Chile: 000286626
- Biblioteca Nacional de España: XX899653
- Bibliothèque nationale de France: cb12276589n (data)
- Catàleg d'autoritats de noms i títols de Catalunya: 981058511729806706
- CiNii: DA0075298X
- Gemeinsame Normdatei: 119184869
- International Standard Name Identifier: 0000 0001 2096 1472
- Library of Congress Control Number: n86842570
- Nationale Bibliotheek van Letland: 000293591
- Base Léonore: LH//209/76
- Bibliotheek van het Japanse parlement: 00433156
- Nationale Bibliotheek van Tsjechië: jn19981000254
- Nationale bibliotheek van Australië: 36293907
- Nationale Bibliotheek van Israël: 987007272882605171
- Nationale Bibliotheek van Polen: a0000003188524
- Nationale en Universitaire bibliotheek Zagreb: 000685969
- Nederlandse Thesaurus van Auteursnamen: 069326339
- Réseau des bibliothèques de Suisse occidentale: 02-A013961891
- Istituto Centrale per il Catalogo Unico: PARV350355
- LIBRIS: 178131
- SNAC: w63j5dgd
- Système universitaire de documentation: 03157825X
- Trove: 1242930
- Virtual International Authority File: 54207651
- WorldCat: E39PBJth6mxKVHVg4xkDj8jKVC